# Centro Comercial Mitikah
El Centro Comercial Mitikah, es un centro comercial ubicado en la alcaldía Benito Juarez de la Ciudad de México.

## Historia
A mediados de 2022, se espera que la parte del centro comercial del complejo contenga 258 espacios comerciales con un total de 120000 metros cuadrados esparcidos en cinco niveles. Los principales presentadores y marcas presentes incluirán: Cinépolis, Palacio de Hierro, Liverpool, H&M, Victoria's Secret, Abercrombie & Fitch, Hollister, Berger, Montblanc, Hugo Boss y AllSaints. Los restaurantes incluirán sucursales de las cadenas de la Ciudad de México asador Puerto Madero, Negroni, Fisher's Seafood, Mochomos, Hotaru, Cheesecake Factory, Shake Shack, El Califa tacos y Sushi Roll.
El exclusivo Palacio de Hierro en el centro comercial adyacente Centro Coyoacán abrirá una nueva tienda en Mítikah, y el centro comercial Centro Coyoacán será demolido para construir una nueva fase de Mítikah.